# Morsleben
Morsleben is een plaats en voormalige gemeente in de Duitse deelstaat Saksen-Anhalt, en maakt deel uit van de Landkreis Börde.
Morsleben telt 348 inwoners. De plaats is bekend van de Opslagplaats voor radioactief afval Morsleben.
In Morsleben is rond 1005 de 149e paus Clemens II geboren.

## Geboren
- Paus Clemens II (±1005-1047), geboren als Suidger van Morsleben